# Tanorus densus
Tanorus densus är en nattsländeart som först beskrevs av Korboot 1964.  Tanorus densus ingår i släktet Tanorus och familjen Hydrobiosidae. Inga underarter finns listade i Catalogue of Life.